# Pantanal
El Pantanal o el Gran Pantanal es una llanura aluvial que se extiende principalmente por el estado brasileño de Mato Grosso del Sur, y en menor medida por el de Mato Grosso y partes aledañas del departamento de Santa Cruz en Bolivia y el departamento de Alto Paraguay en Paraguay.
Es el humedal más grande del mundo, ubicado en la región del Mato Grosso del Sur brasileño y alcanzando en sus extremos hasta Paraguay y Bolivia, con una extensión total de 340 500 km². Es posiblemente el ecosistema más rico del mundo en biodiversidad de flora y fauna. El Pantanal (conocido por los hispanos como Laguna de Xarayes o Laguna de Jarayes siendo los xarayes o jarayes los pueblos indígenas hoy más conocidos como Guatos)  está apoyado en una depresión de la corteza terrestre formada por el mismo proceso que dio origen a la cordillera de los Andes; a ella afluyen varios ríos, que conjuntamente componen un enorme delta interno en el que vuelcan sus sedimentos. El principal de estos es el río Paraguay. Debe sumársele una pluviosidad media anual de entre 1000 y 1400 mm.
Durante la estación húmeda, entre diciembre y mayo, el nivel de agua sube hasta 3 m y el Pantanal se anega en un 80%, dando lugar a un sistema en el que predomina la flora acuática, que alcanza aquí una expresión sin igual en ningún otro lugar del mundo.

## Geografía

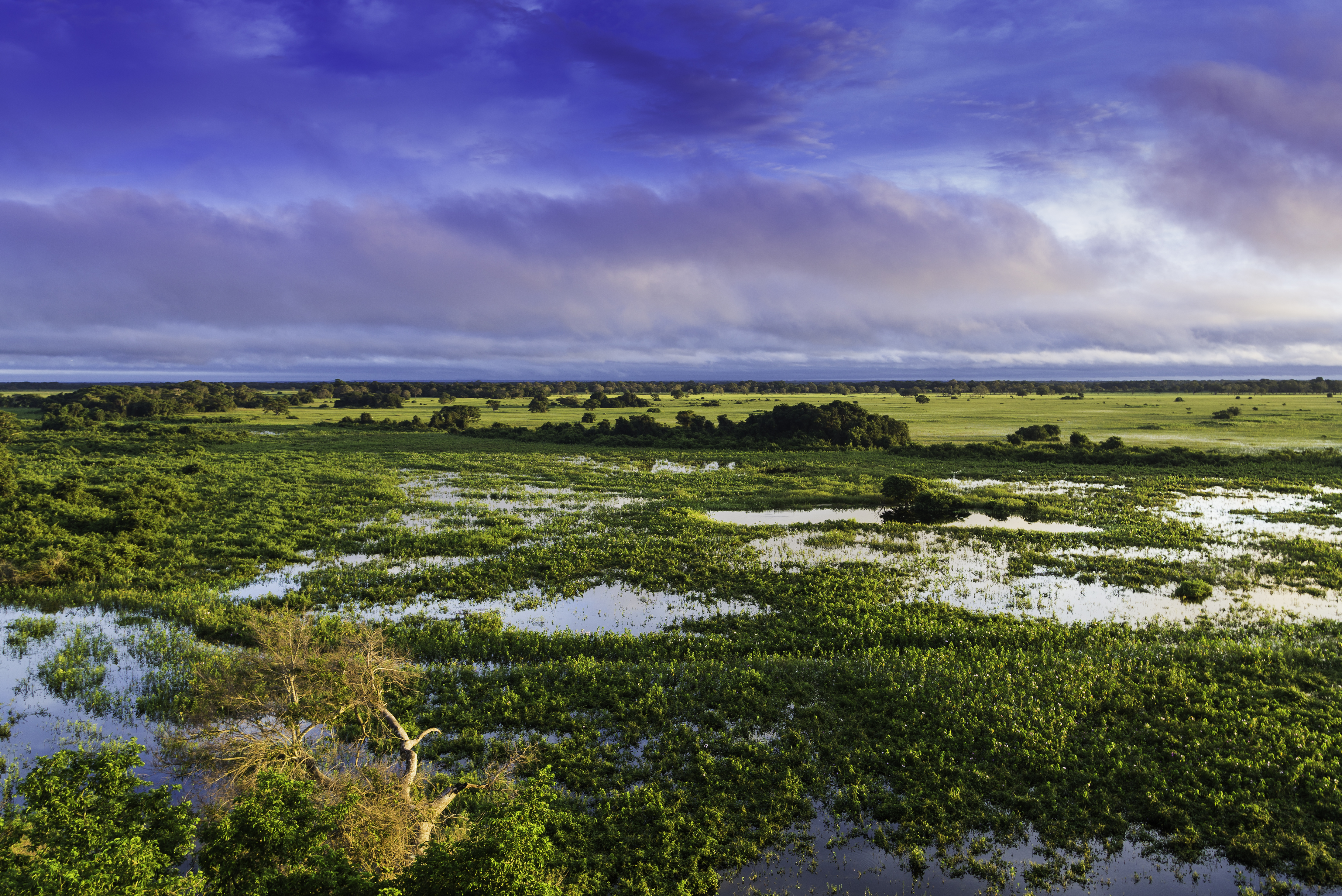
El Pantanal de Mato Grosso en época de creciente.

El 60% de la región se encuentra en los estados brasileños Mato Grosso y Mato Grosso do Sul mientras que en Bolivia se encuentra un 40%, en el Departamento de Santa Cruz. Frecuentemente, se hace referencia a esta zona como “el sistema ecológico del agua dulce más grande del mundo” y, aunque los cálculos de su área total varían dependiendo de la fuente de información, es seguro que ocupa mucho terreno: entre 140 000 km² y 220 000 km².
Como parte de la llanura aluvial paraguaya, es un depositario para las crecidas estacionales del río Paraguay y sus tributarios alrededores (tales como los ríos de São Lourenço, Cuiaba, Taquari, río Miranda –o Mbotetey–, Negro y Aquidauana). Aquí, hay dos estaciones muy distintas – la estación lluviosa, desde octubre hasta marzo; y la estación seca, desde abril hasta septiembre.
Es en la estación lluviosa, en la que caen del setenta a ochenta por ciento del total de la lluvia anual – algunos 800-1600 milímetros, dependiendo en qué parte de la zona se ubique. Con esta pluviosidad, el nivel del agua en el terreno pantanoso puede subir hasta cinco metros más que los niveles en la estación seca. Entre las áreas de llanuras estacionalmente inundadas o secas, también hay áreas de pantano y, sobre todo, humedales permanentes. Se encuentran mezcladas con grandes áreas de varios tipos de bosque en las tierras más altas, como el Gran Chaco de Bolivia y Paraguay. Son esas cualidades que dan al área su carácter específico y muy especial.
Esta área ambiental espectacular es mucho más que el hogar de miles especies de flora y fauna: tiene también funciones esenciales para la salud del sistema entero acuático. Por ejemplo, una las funciones es purificar el Río Paraguay de los metales pesados que le entran de la industria minera. Otra función es servir como una esponja para mitigar el efecto de las inundaciones durante las lluvias estacionales resultando así un gran regulador de los caudales. Sin el Pantanal, existe un alto crecimiento potencial de los ríos Paraguay y Paraná, con efectos serios para comunidades e individuos en Paraguay, Brasil y Argentina.
La densidad de la población humana es muy baja en la zona pantanal, aunque los números suben en las tierras altas alrededor de ella. En particular, la ciudad de Cuiabá, capital del estado brasileño de Mato Grosso, que ha aumentado su población durante los años recientes.
Los ranchos ganaderos forman la industria más importante de la zona Pantanal. Otras importantes actividades económicas son la agricultura
con cultivos de caña de azúcar, maíz, arroz, mandioca, soya y otros), la minería (de diamantes, oro, hierro, gas natural, y manganeso) así como el turismo.
Como la otra importante zona tropical sudamericana, la Amazónica, el Gran Pantanal se enfrenta a un gran reto por su futuro. La dificultad de mantener el equilibrio entre el ambiente natural y las necesidades de la población humana que aumenta cada año. La esperanza es que el mundo reconozca la importancia vital que aporta esta región, no solamente para Bolivia, Paraguay o Brasil sino para el planeta entero.

## Historia

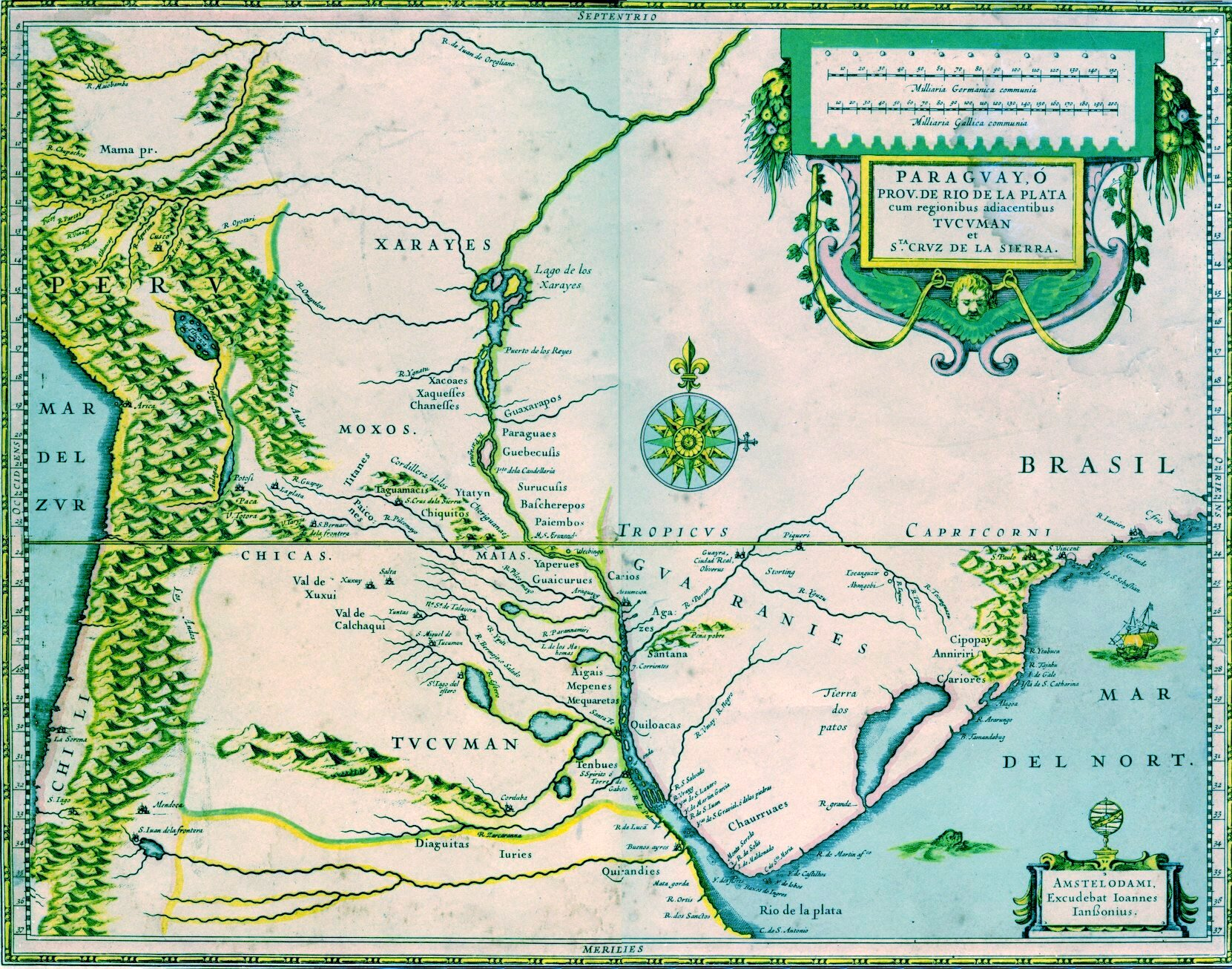
Mapa con la Laguna de los Xarayes.

Esta región inundable comienza a ser explorada en el siglo XVI por los españoles Domingo Martínez de Irala y Alvar Nuñez Cabeza de Vaca. A partir de entonces la zona fue conocida como Xarayes, debido a que este era el nombre de un pueblo indígena que habitaba aquella zona del río Paraguay. El término "laguna" aparece con el cronista Antonio de Herrera y así es que a partir del siglo XVII los mapas comienzan a registrar la "Laguna de los Xarayes" como parte de la Provincia del Paraguay. Incluso los portugueses van más allá y la ubican en sus mapas como el origen de los ríos Marañon (Amazonas), San Francisco y Del Plata, lo que transformaba a Brasil literalmente en una isla.

"...es una laguna grande, que llaman de los Xarayes, poco menos de 300 leguas del Río de la Plata, donde entran muchos ríos, que vienen de las vertientes de los Andes, y deben de ser los ríos que salen de las Provincias de los Charcas y Cuzco, que van para el Norte, por donde entra otro brazo caudaloso en la dicha Laguna, que ha dado ocasión de pensar, que este río se comunica con el de San Juan de las Amazonas: y otros dicen, que sale a la Laguna del Dorado, que es quince jornadas de la de los Xarayes, aunque hay opiniones que no hay Dorado."
Antonio de Herrera (1601-1615), 1991, tomo I: 214

Así es que basándose en la narrativa de un cronista que nunca había estado en la región surge la representación cartográfica de la Laguna de los Xarayes y desde entonces se consolida la creencia de que en el interior de Sudamérica existía un gran lago o laguna habitado por indios poseedores de oro y plata. En el siglo XVIII los mapas jesuitas no solo describen dicha laguna sino que además le incorporan un nuevo elemento en su interior: la Isla de los Orejones o del Paraíso. Los jesuitas obtienen esta información de la obra La Argentina, escrita en 1612 por el conquistador paraguayo Ruy Díaz de Guzmán, que la describe como una isla de tierras fértiles donde se producían uvas, peras y aceitunas, que son vegetales inadaptables al clima de la región. Según el cronista, allí habitaban los Orejones, indios de buena voluntad y amigos de los españoles, que se llamaban así por tener las orejas horadadas con "ruedecillas de madera" o "puntas de mate" tapándoles los agujeros.
En el siglo XVIII, los bandeirantes paulistas comenzaron a avanzar más allá del límite impuesto en el Tratado de Tordesillas (1494) y al llegar a la planicie inundable del Alto Río Paraguay, la denominaron "Pantanal". Luego vino la demarcación de límites entre los países y así el misterio desapareció. Para el siglo XIX ya se sabía que la Laguna de los Xarayes era un mito geográfico generado por el desborde del río Paraguay debido a las características del terreno.

## Flora y fauna
Pertenece a la Región Biogeográfica Brasileño-Paranense.
Más de 3500 especies vegetales conocidas, entre ellas la mayor diversidad de flora acuática concentrada en lugar alguno del planeta, crecen en el pantanal. La diversidad ornitológica es también importante, con unas 650 especies de aves tropicales, muchas de ellas endémicas. Entre los grandes animales que habitan la región se cuentan el yaguareté o jaguar (Panthera onca), el carpincho (Hydrochoerus hydrochaeris) y el tapir amazónico (Tapirus terrestris).
La región ha sido llamada “un paraíso ecológico” y “un santuario de vida salvaje sin parangón, y de belleza espectacular”, con especies de flora y fauna tan densa y diversa como las de la selva Amazónica. Como la zona del Amazonas, el Gran Pantanal es uno de los sistemas hidroecológicos más densamente poblado en el mundo. Se forma un ambiente que es el hogar de miles de especies de plantas, mariposas, insectos, aves, serpientes, reptiles, peces, y mamíferos. La anaconda y el yacaré, el yaguar, el pecarí, el tapir y la nutria gigante del río, el tucán y el guacamayo, entre muchos otros, hacen su hogar en el Gran Pantanal.
Con una variedad de tipos de microambientes, la biodiversidad de la flora y fauna del área inundada es increíblemente rica. Hay mucha riqueza en ambas tanto en variedad como en abundancia de vida salvaje; se considera que la densidad es lo mejor de todas las regiones neotrópicales. Las especies de aves se consideran particularmente diversas. Por ejemplo, un informe científico de 1997 dice que hay unas 657 especies de aves que viven en el Gran Pantanal. El área también es una etapa importante en las rutas de las aves migrantes de otras partes del mundo, y este aumenta el número de las especies que el área protege. El resultado es una de las más diversas comunidades de aves en el planeta. Aunque sea especie en peligro de extinción, todavía se puede ver aquí el guacamayo jacinto (Anodorhynchus hyacinthinus), que es un miembro grande de la familia parrota. Además, se puede ver muchas de las otras noventa y cinco especies de mamíferos de la zona.

## Conservación
Parte del Pantanal posee la categoría de parque nacional; en Brasil la superficie bajo esta figura de protección suma 1 878,18 km² mientras que en Bolivia es de 31 898,88 km², en Paraguay corresponde a unos 281 630 ha de extensión, y es conocido como Río Negro o Pantanal del los tres Gigantes. Estos parques han sido designados de importancia internacional bajo el Convenio de Ramsar. En el resto de la región la pesca deportiva, la caza furtiva, el turismo y las actividades agrícolas representan un riesgo a veces elevado para la conservación del ecosistema.

## Principales poblados del Pantanal

### Paraguay
- Carmelo Peralta (7.000 hab)
- Fuerte Olimpo (5.000 hab)
- Bahía Negra (4.000 hab)
- Puerto Guaraní (1.000 hab)

### Brasil
- Corumbá (96.000 hab)
- Cáceres (94.000 hab)
- Aquidauana (50.000 hab)
- Poconé (34.000 hab)
- Coxim (32.000 hab)
- Miranda (28.000 hab)
- Porto Murtinho (20.000 hab)
- Barão de Melgaço (7.000 hab)

### Bolivia
- Puerto Suárez (20.000 hab)
- Puerto Quijarro (17.000 hab)